# Cratoneuron williamsii
Cratoneuron williamsii là một loài rêu trong họ Amblystegiaceae. Loài này được Grout mô tả khoa học đầu tiên năm 1934.